# Moulton (Texas)
Moulton è un centro abitato degli Stati Uniti d'America situato nella contea di Lavaca dello Stato del Texas.
La popolazione era di 886 persone al censimento del 2010.

## Geografia fisica
Moulton è situata a 29°34′26″N 97°08′47″W (29.573903, -97.146254).
Secondo lo United States Census Bureau, ha un'area totale di 0,8 miglia quadrate (2,1 km²).

## Società

### Evoluzione demografica
Secondo il censimento del 2000, c'erano 944 persone, 383 nuclei familiari e 243 famiglie residenti nella città. La densità di popolazione era di 1.147,2 persone per miglio quadrato (444,5/km²). C'erano 451 unità abitative a una densità media di 548,1 per miglio quadrato (212,4/km²). La composizione etnica della città era formata dal 95,87% di bianchi, lo 0,74% di afroamericani, lo 0,11% di asiatici, il 2,33% di altre razze, e lo 0,95% di due o più etnie. Ispanici o latinos di qualunque razza erano il 13,14% della popolazione.
C'erano 383 nuclei familiari di cui il 30,0% aveva figli di età inferiore ai 18 anni, il 52,5% aveva coppie sposate conviventi, il 9,1% aveva un capofamiglia femmina senza marito, e il 36,3% erano non-famiglie. Il 32,9% di tutti i nuclei familiari erano individuali e il 24,0% aveva componenti con un'età di 65 anni o più che vivevano da soli. Il numero di componenti medio di un nucleo familiare era di 2,31 e quello di una famiglia era di 2,97.
La popolazione era composta dal 23,3% di persone sotto i 18 anni, il 6,8% di persone dai 18 ai 24 anni, il 22,5% di persone dai 25 ai 44 anni, il 19,8% di persone dai 45 ai 64 anni, e il 27,6% di persone di 65 anni o più. L'età media era di 43 anni. Per ogni 100 femmine c'erano 89,9 maschi. Per ogni 100 femmine dai 18 anni in giù, c'erano 79,2 maschi.
Il reddito medio di un nucleo familiare era di 27.865 dollari e quello di una famiglia era di 34.688 dollari. I maschi avevano un reddito medio di 23.125 dollari contro i 18.971 dollari delle femmine. Il reddito pro capite era di 16.284 dollari. Circa il 7,7% delle famiglie e il 13,8% della popolazione erano sotto la soglia di povertà, incluso il 14,0% di persone sotto i 18 anni e il 20,9% di persone di 65 anni o più.